# أويهان هرنانديز
أويهان هيرنانديز زوربانو (من مواليد 4 مايو 2000) هي لاعبة كرة قدم إسبانية محترفة تلعب في مركز الظهير الأيمن لفريق أورلاندو برايد في الدوري الوطني لكرة القدم للسيدات (NWSL) ومنتخب إسبانيا لكرة القدم للسيدات. لعبت سابقًا في دوري الدرجة الرابعة مع نادي أتلتيك كلوب للسيدات ونادي ريال مدريد للسيدات.